# 自由積
数学、とくに群論における自由積（じゆうせき、英: free product）は、2つの群 G, H から新しい群 G ∗ H を構成する操作である。G ∗ H は G と H をともに部分群として含み、G と H の元によって生成され、そして、これらの性質を持つ「最も一般的な」群である。G と H の一方が自明でないかぎり、自由積は必ず無限群である。自由積の構成は自由群（与えられた生成集合から作ることのできる最も一般的な群）の構成と類似している。
自由積は群の圏における余積である。つまり、自由積が群論において果たす役割は、集合論における非交和や加群論における直和のそれと同じである。もとの群が可換であったとしても、一方が自明でない限り、自由積は可換ではない。したがって、自由積はアーベル群の圏における余積ではない。
自由積はファン・カンペンの定理のために代数トポロジーにおいて重要である。この定理はある条件を満たす2つの弧状連結位相空間の和集合の基本群は常にもとの空間の基本群の融合積であるというものである。とくに2つの空間のウェッジ和（すなわち1点で2つの空間を貼りあわせて得られる空間）の基本群は単に空間の基本群の自由積である。
自由積はまた木に自己同型として作用する群の研究であるバス–セール理論においても重要である。特に、木に対する有限頂点固定群を持つ任意の群作用は融合積とHNN-拡大を用いて有限群から構成することができる。この理論において、双曲平面のある種の三角形分割上へのモジュラー群の作用を用いれば、モジュラー群が位数 4 および 6 の巡回群の、位数 2 の巡回群上でとった融合積に同型となることが示せる。
群の自由積（＝余積）は亜群の圏において考えるのが適している (Higgins 1971) 。群の非交和は、群にはならないが、亜群にはなるという点に注目する。任意の亜群 G は必ず普遍群 (universal group) U(G) を持つが、群の非交和の普遍群はそれら群の自由積（＝余積）に一致するのである。

## 構成
G と H が群であるとき、G と H の語とは
{\displaystyle s_{1}s_{2}\cdots s_{n}}
の形の積である。ここで各 si は G か H の元である。そのような語は以下の操作により縮約できる：
- （G あるいは H の）単位元を取りのぞく。
- G の2つの元により g1g2 となっている部分はそれを G における積で置き換える。H についても同様。

縮約されたすべての語は G の元と H の元が交互に並ぶ積である。例えば、
{\displaystyle g_{1}h_{1}g_{2}h_{2}\cdots g_{k}h_{k}.}
自由積 (free product) G ∗ H は、元が G と H の縮約された語であって、積は連結して縮約したものとする群である。
例えば、G が無限巡回群 ⟨x⟩ で、H が無限巡回群 ⟨y⟩ であれば、G ∗ H のすべての元は、x のベキと y のベキが交互に並ぶ積である。この場合、G ∗ H は x と y によって生成された自由群に同型である。

## 表示
{\displaystyle G=\langle S_{G}\mid R_{G}\rangle }
を G の表示とし（ただし SG は生成系で RG は関係式の集合）、
{\displaystyle H=\langle S_{H}\mid R_{H}\rangle }
を H の表示とする。このとき
{\displaystyle G*H=\langle S_{G}\cup S_{H}\mid R_{G}\cup R_{H}\rangle }
となる。つまり、G ∗ H は G の生成元と H の生成元によって生成され、G の関係式と H の関係式を持つ（ここで表記の衝突は無くこれらは非交和であることを仮定している）。
例えば、G が位数 4 の巡回群
{\displaystyle G=\langle x\mid x^{4}=1\rangle }
であり、H が位数 5 の巡回群
{\displaystyle H=\langle y\mid y^{5}=1\rangle }
であれば、G ∗ H は無限群
{\displaystyle G*H=\langle x,y\mid x^{4}=y^{5}=1\rangle }
である。
自由群には元の間の関係はないから、自由群の自由積は常に自由群である。とくに、
{\displaystyle F_{m}*F_{n}\cong F_{m+n}}
である、ただし Fn は n 個の生成元の自由群を表す。

## 一般化：融合積
より一般の構成として、同じ圏における押し出しに対応する融合積 (free product with amalgamation, amalgamated product) がある。上で述べたと同じく G, H と、さらに任意の群 F からの二つの群準同型
{\displaystyle \varphi \colon F\to G,\quad \psi \colon F\to H}
が与えられたとき、自由積 G ∗ H を作り、各 f ∈ F に対して
{\displaystyle \varphi (f)\psi (f)^{-1}=1}
なる形の関係式を添加する（暗黙的に G および H をそれらの自由積 G ∗ H に部分群として埋め込んで考えていることに注意）。即ち、左辺の形の元全てを含む G ∗ H の最小の正規部分群 を N として、G と H との（φ, ψ に関する）融合積とは、剰余群
{\displaystyle (G*H)/N}
のことを言う。ここでいう「融合」(amalgamation) というのは、G の部分集合である φ(F) と H の部分集合である ψ(F) とを、元ごとに（つまり F の元 f ごとに）強制的に同一視する操作ということを意味している。この構成法は、二つの連結空間を弧状連結な部分空間（先の F はこの部分空間の基本群の役割を果たすものとしてとれる）に沿って貼り合せた空間の基本群の計算に利用できる（ザイフェルト–ファンカンペンの定理を参照）。融合積の部分群に関する詳細は (Karrass & Solitar 1970) を参照のこと。
融合積およびそれと近しい概念であるHNN-拡大は、木に作用する群に関するバス–セール理論の基本的な構成要素である。

## 他の分野において
群以外の代数的構造、例えば体上の多元環において、自由積を同様に定義することができる。確率変数の（多元）環の自由積は、古典的な確率論における独立性の概念がデカルト積によって定義されるのと同様の意味において、自由確率論における自由性 (freeness) の概念を定義する役割を果たす。